# Teodoro de Croix
Teodoro de Croix (né le 30 juin 1730, près de Lille et mort le 8 avril 1791 à Madrid) est un militaire et un administrateur colonial en Nouvelle-Espagne et au Pérou. Du 6 avril 1784 au 25 mars 1790, il fut vice-roi du Pérou.

## Biographie

### Jeunesse
Teodoro de Croix est né en France, troisième fils du chevalier Alexandre-Maximilien-François de Croix, marquis d'Heuchin et seigneur des prévôtés de Freylinger et d'Isabelle-Claire-Eugène de Heuchin. Il entra dans l'armée espagnole à l'âge de 17 ans et fut envoyé en Italie comme enseigne des grenadiers de la Garde royale. En 1750, il fut transféré aux Gardes wallonnes, garde du corps du roi Ferdinand VI d'Espagne. En 1756, il fut promu lieutenant et fut nommé chevalier de l'ordre teutonique.  Il recevra plus tard la grand-croix de l'ordre Teutonique et la décoration de l'ordre de Saint-Jacques. Il devint colonel des Gardes wallones en 1760.
En 1766, il vint en Nouvelle-Espagne en tant que capitaine de la garde du vice-roi Carlos Francisco de Croix, marquis de Croix. Par la suite, il servit comme commandant de la forteresse d'Acapulco et comme inspecteur de toutes les troupes de la vice-royauté. Il fit cela jusqu'en 1770. En 1771, le mandat de vice-roi de Croix prit fin et Francisco et Teodoro retournèrent en Espagne. Le visitador José de Gálvez partit avec eux.

### Vice-roi duPérouet duChili
Theodoro-François de Coix, qui, après une brillante carrière dans les Gardes wallonnes, fut nommé vice-roi du Pérou et du Chili au lendemain de ses campagnes en Californie et au Mexique d'ordre de Madrid

## Sources
- (en) Cet article est partiellement ou en totalité issu de l’article de Wikipédia en anglais intitulé « Teodoro de Croix » (voir la liste des auteurs).
- (en) Thomas, Alfred Barnaby, trans., Teodoro de Croix and the Northern Frontier of New Spain, 1776-1783. Norman, Okla.: University of Oklahoma Press, 1941.  (ISBN 0-8061-0093-1).
- Notices d'autorité :   - VIAF
  - ISNI
  - LCCN
  - GND
  - Espagne
  - Pays-Bas
  - Israël
  - Catalogne
  - Australie
- Notices dans des dictionnaires ou encyclopédies généralistes :   - American National Biography
  - Deutsche Biographie
  - Diccionario Biográfico Español
  - Handbook of Texas Online